# Pietra runica di Stentoften
La Pietra runica di Stentoften è un monolito recante una maledizione in proto-norreno scoperta nel 1823 dal decano O. Hammer. Fu rinvenuta stesa a terra, con il lato inciso rivolto verso il basso, circondata da cinque grandi pietre che formavano un pentagono o un pentagramma. Di conseguenza la pietra faceva parte di un monumento più grande, simile al complesso di Björketorp sito poco più a est. Nel 1864 il monolito fu spostato nella chiesa di Sölvesborg, Svezia.
La maggior parte degli studiosi data l'incisione al VII secolo d.C. e fu utilizzato uno stile delle rune che si pone tra il Fuþark antico e quello recente. Un tipico esempio di questo è la runa "a"  che ha la stessa forma della runa "h" nel Fuþark recente. La runa "k", che assomiglia molto ad una Y, è la transizione da  a  nelle due versioni dei caratteri. Questo rinvenimento è molto significativo perché sono poche le iscrizioni intermedie rinvenute fino ad ora e tra queste possiamo citare la Pietra runica di Björketorp, la Pietra runica di Istaby e la Pietra runica di Gummarp (traslata a Copenaghen e persa nell'incendio del 1728).
Le pietre runiche di Stentoften, Istaby e Gummarp, tramite i nomi che compaiono su esse, vengono associate ad uno stesso clan e le persone citate sono sempre dei capo clan. La pietra di Björketorp non riporta nessun nome e dista circa 10 chilometri dalle altre, ma non vi sono dubbi che anch'essa sia collegata alle altre, in quanto riporta lo stesso stile di rune e il medesimo messaggio della pietra di Stentoften. È altresì ovvio che l'autore delle iscrizioni non fu sempre lo stesso e pertanto questo mette in risalto una specifica tradizione runica presente nel Blekinge durante il VII secolo.

## Traslitterazione in caratteri latini
- AP niuhAborumz ¶ niuhagestumz ¶ hAþuwolAfz gAf j ¶ hAriwolAfz (m)A--u snuh-e ¶ hidez runono fe(l)(A)h ekA hed¶erA
- AQ niu hAborumz ¶ niu hagestumz ¶ hAþuwolAfz gAf j ¶ hAriwolAfz (m)A--u snuh-e ¶ hidez runono fe(l)(A)h ekA hed¶erA
- B ginoronoz
- C herAmAlAsAz ¶ ArAgeu we(l)Aduds| |sA þAt
- D bAriutiþ

## Trascrizione in proto-norreno
- AP <niuha>borumz <niuha>gestumz Haþuwulfz gaf j[ar], Hariwulfz ... ... haidiz runono, felh eka hedra
- AQ niu habrumz, niu hangistumz Haþuwulfz gaf j[ar], Hariwulfz ... ... haidiz runono, felh eka hedra
- B ginnurunoz.
- C Hermalausaz argiu, Weladauþs, sa þat
- D briutiþ.

## Traduzione in Italiano
Traduzione basata su Rundata.
- AP Per gli abitanti (di) <niuha> e (per gli) ospiti di <niuha> Haþuwulfar ha dato un buon anno. Hariwulfar ... ... Io, maestro delle rune(?), nascosi qui
- AQ nove cervi, nove stalloni,Haþuwulfar ha dato un anno fecondo, Hariwulfar ... ... Io, maestro delle rune(?), nascosi qui
- B rune di potere
- C Incessantemente (afflitto da) maleficio, (condannato a) insidiosa morte sarà colui che questo
- D romperà.

## Riferimenti
- Jacobsen, Lis & Moltke, Erik: Danmarks Runeindskrifter. 3rd tome. 1941.
- Thorngren, Karl-Gösta: Runstenar i Blekinge. Blekingeboken 1942. pp. 63–96.
- Rundata